# Ranger 8

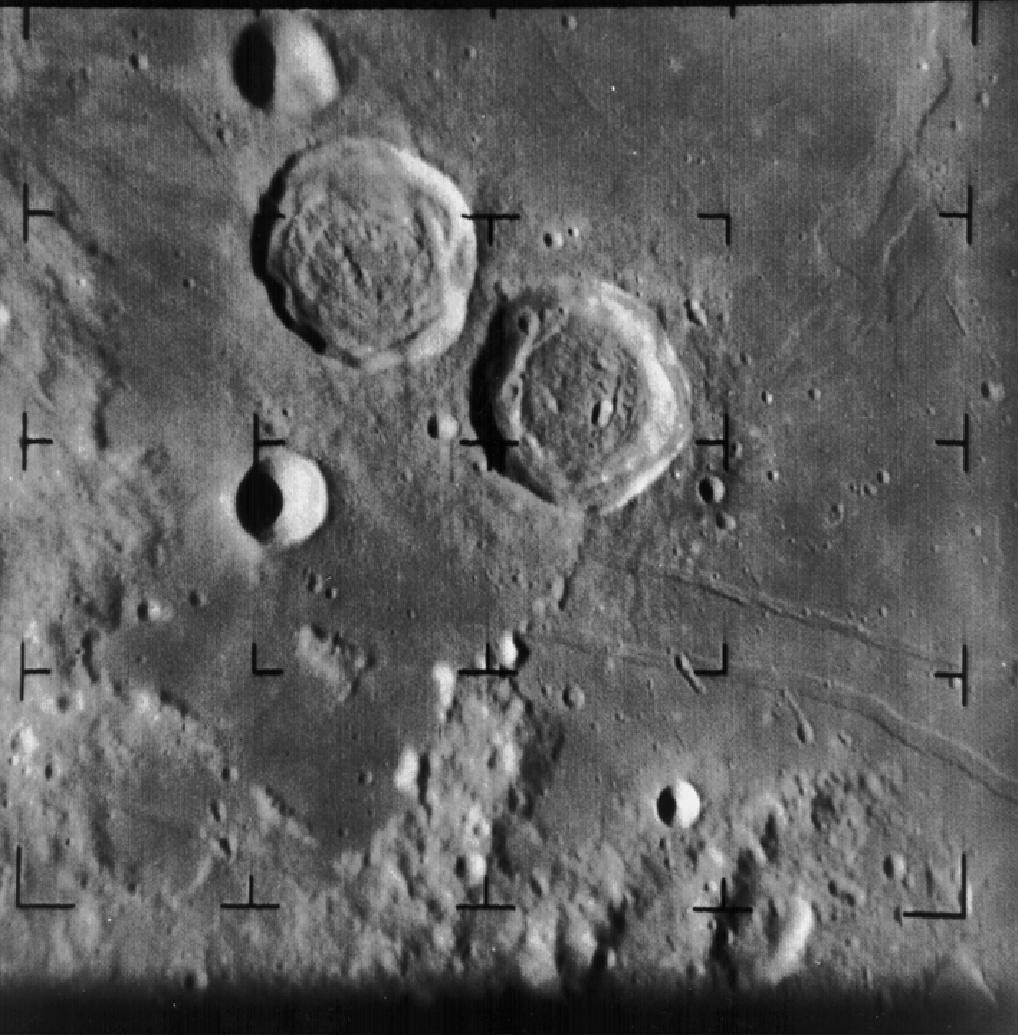
Une photo des cratères Ritter et Sabine prise par la sonde lunaire Ranger 8.

Ranger 8 est une sonde lunaire du programme Ranger lancée en 1965 par la NASA. Son but est de suivre une trajectoire d'impact vers la Lune et de transmettre des photographies à haute résolution durant les dernières minutes de vol jusqu'à l'impact. La sonde transporte six caméras de télévision Vidicon de RCA, deux caméras à balayage complet à grand angle (canal F, caméras A et B) et quatre caméras à balayage partiel à angle étroit (canal P), pour accomplir ses objectifs. Les caméras sont réparties sur deux canaux distincts, chacun autonome et avec des alimentations électriques, des minuteries et des transmetteurs distincts, afin d'assurer une plus grande fiabilité et probabilité d'obtenir des images vidéo de haute qualité. Ces images sont diffusées en direct à la télévision à des millions de spectateurs à travers les États-Unis. Aucune autre expérience n'est réalisée par la sonde lunaire.

## Description du véhicule spatial
La sonde Ranger 8 est la troisième sonde lunaire, de quatre, de phase 3 (Block III), mais la première sonde qui est stérilisée pour éviter de contaminer la surface lunaire. La sonde est composée d'un cadre de base hexagonal en aluminium de 1,5 m de diamètre sur lequel sont montées les unités de propulsion et de puissance, surmonté d'une tour tronconique qui porte les caméras de télévision. Deux ailes de panneaux solaires, chacune de 73,9 cm de large sur 153,7 cm de long, et de 4,6 mètres d'envergure, et une antenne parabolique orientable et à gain élevé est fixée par des charnières sur l'un des coins de la base à distance des panneaux solaires. Une antenne cylindrique quasi-omnidirectionnelle est montée au-dessus de la tour tronconique. La hauteur totale de la sonde lunaire est de 3,6 mètres.
La propulsion pour les corrections de trajectoire à mi-parcours est fournie par un moteur de 224 N de poussée au monergol (hydrazine) avec 4 aubes de déviation vectorielle. L'orientation et le contrôle d'attitude sur 3 axes est assurée par 12 jets d'azote couplés à un système de 3 gyroscopes, 4 capteurs solaires primaires, 2 capteurs solaires secondaires, et un capteur terrestre.
L'alimentation électrique est fournie par 9 792 cellules photovoltaïques en silicium sur deux panneaux solaires, ce qui donne une superficie totale de tableau de 2,3 m2 et une production de 200 watts. Deux accumulateurs argent-oxyde de zinc (AgZnO) de 1 200 watts-heures à 26,5 V avec une capacité de 9 heures d'utilisation alimentent chacun des canaux de télévision et de communication. Deux accumulateurs argent-oxyde de zinc (AgZnO) de 1 000 watts-heures emmagasinent la puissance d'exploitation de la sonde lunaire.
Les communications sont assurées par l'antenne quasi-omnidirectionnelle à faible gain et l'antenne parabolique à gain élevée. Les émetteurs à bord du véhicule spatial comprennent un canal de télévision F de 60 watts à 959,52 MHz, un canal de télévision P de 60 watts à 960,05 MHz, et un transpondeur canal 8 de 3 watts à 960,58 MHz. L'équipement de télécommunications convertit le signal vidéo composite des émetteurs des caméras en un signal radio pour la transmission par l'intermédiaire de l'antenne à haut gain du véhicule spatial. La bande passante est prévue pour supporter les séquences rapides des images des caméras de télévision.

## Description des instruments
Le système de télévision consiste en six caméras de télévision Vidicon (construites par RCA) à balayage lent capables de transmettre des images télévisées en plan rapproché à haute résolution de la surface lunaire au cours des dernières minutes de vol avant que la sonde ne percute le sol lunaire. Ces photographies fournissent des informations topographiques à petite échelle nécessaires aux programmes Surveyor et Apollo.
Des vidéos de 2,54 cm de diamètre avec une cible photoconductrice de sulfure d'antimoine et de sulfure d'oxygène (ASOS - Antimony-Sulfide Oxy-Sulfide) sont utilisés pour la détection d'images par les six caméras. Deux canaux de caméra disposant de réseaux de distribution d'énergie indépendants permettent d'obtenir la plus grande fiabilité et probabilité d'obtenir des images vidéo de la plus haute qualité. Le premier canal comporte deux caméras à balayage complet : une caméra à grand angle (champ de vision de 25° et de longueur focale de 25 mm) pour la caméra A et un angle étroit (champ de vision de 8,4° et de longueur focale de 76 mm) pour la caméra B. Ces caméras utilisent une zone d'image active de 11 mm2 contenant 1 150 lignes et balayées en 2,5 secondes. Les cycles de balayage et d'effacement sont conçus pour fonctionner en alternance, ce qui donne des intervalles de 5 secondes entre des images consécutives sur une caméra donnée. L'autre canal a quatre caméras à balayage partiel, deux à angle étroit et deux à grand angle. L'image de ces quatre caméras fait 2,8 mm2, contenant 300 lignes et balayées en 0,2 seconde. L'instrument permet aux champs de vision de la caméra, qui va de 25° à 2,1° de se chevaucher et de produire une séquence d'images « imbriquées ».  
Des volets de type à fente à commande électromagnétique exposent les caméras Vidicon. Les images sont focalisées sur la cible Vidicon, constituée d'une couche de matériau photoconducteur chargée initialement par balayage avec un faisceau d'électrons. Un faisceau d'électrons balaye ensuite la surface et recharge le photoconducteur. Le signal vidéo est amplifié plusieurs milliers de fois, envoyé à l'émetteur où les variations d'amplitude sont converties en variations de fréquence, puis directement transmises à la Terre. À la fin de la numérisation active, l'appareil photo entre dans un cycle d'effacement pour le préparer à la prochaine exposition. Douze images du canal P sont exposées entre chaque image du canal F.
Les transmissions vidéo sont envoyées à un récepteur de télévision et enregistrées à la fois sur des enregistreurs cinématographiques kinéscopes et sur des magnétophones à bande magnétique. Un tube à rayons cathodiques reconstruit l'image originale, qui ensuite est photographiée sur un film 35 mm. Les systèmes de caméra à balayage complet et à balayage partiel fonctionnent durant les 23 dernières minutes de vol, soit de 09 h 34 à 09 h 57 le 20 février 1965. La résolution atteinte est de 1,5 mètre. L'expérience renvoie 6 597 images à balayage partiel et 540 images à balayage complet donnant la large couverture souhaitée de la surface lunaire.

## Déroulement de la mission

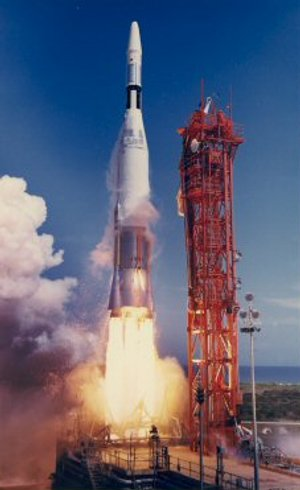
Décollage de Ranger 8 dans une Atlas D 196.

Le lanceur Atlas-D # 196 et l'étage Agena B # 6006 lancent la sonde lunaire Ranger 8 sur une orbite terrestre d'attente à 185 km d'altitude de la Terre, 7 minutes après le lancement.. Quatorze minutes plus tard, un deuxième allumage du moteur de l'étage Agena B de 90 secondes propulse le véhicule spatial sur une trajectoire d'interception lunaire. Après séparation de l'étage Agena B, les panneaux solaires sont déployés, le contrôle d'attitude est activé, et les transmissions du véhicule spatial passent de antenne omnidirectionnelle à l'antenne à gain élevé à 21 h 30 TU.
Le 18 février, à une distance de 160 000 km de la Terre, la manœuvre de correction de trajectoire de mi-parcours, une courte mise à feu qui dure 59 secondes. Au cours de la manœuvre de 27 minutes, la puissance des émetteurs du véhicule spatial chute fortement, ce qui entraîne la perte de transmission sur tous les canaux de télémétrie. Cela continue par intermittence jusqu'à ce que la poussée sonde lunaire se termine, puis le courant est revenu à la normale. Un allumage final visant à mieux orienter les caméras avant d'atteindre la Lune est annulée pour permettre aux caméras de couvrir une plus grande superficie de la Lune.
La sonde lunaire Ranger 8 atteint la Lune le 20 février 1965. Cependant, contrairement à Ranger 7, la sonde Ranger 8 allume ses appareils photo environ huit minutes plus tôt pour obtenir des images avec une résolution comparable à celle des télescopes terrestres (pour l'étalonnage et à des fins de comparaison). La sonde Ranger 8 renvoie 7 137 photographies haute résolution de la surface lunaire. La première image est prise à 09 h 34 min 32 s TU à une altitude de 2 510 km. La sonde Ranger 8 s'écrase à 02°43' N et 24°38' E, à seulement 24 km de son point cible prévu dans la région équatoriale de la mer de la tranquillité, une zone que les planificateurs du programme Apollo sont particulièrement intéressés à étudier en tant que site d'atterrissage possible pour de futures missions lunaires avec équipage. L'image finale est prise avant l'impact avec une résolution de 1,5 mètre. La sonde rencontre le sol lunaire dans une trajectoire hyperbolique directe, avec une direction asymptotique entrante à un angle de -13,6° et le plan de l'orbite est incliné de 16,5° par rapport à l'équateur lunaire. Après 64,9 heures de vol, l'impact a lieu à 09 h 57 min 36,756 s TU le 20 février 1965 dans la mer de la tranquillité (Mare Tranquillitatis) à 2,6377° N et 24,7881° E (déterminé à partir des images du Lunar Reconnaissance Orbiter), la vitesse d'impact est légèrement inférieure à 2,68 km/s.